# Mardi Gras

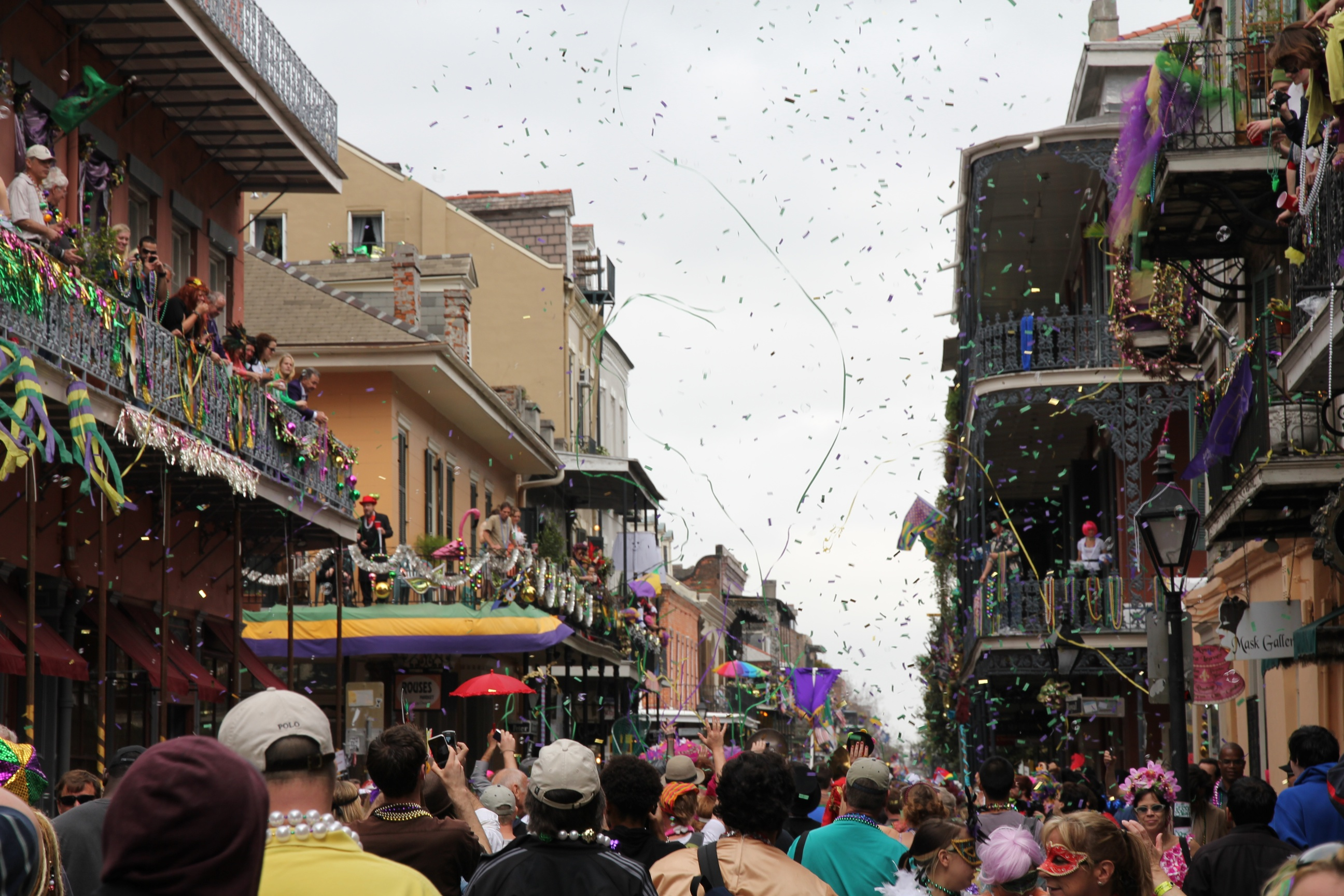
Mardi Gras v New Orleans

Mardi Gras jsou slavnosti začínající v den Epifanie (Zjevení Páně, svátek Tří králů) a končící den před Popeleční středou. Slavnosti mají podobu karnevalu a název „Mardi Gras“ pochází z francouzštiny a v doslovném překladu znamená „tučné úterý“. Výrazně se slaví v americkém městě New Orleans. Podobné události probíhají také v dalších zemích, například Itálii či Švédsku.